# わいせつ物頒布等の罪
わいせつ物頒布等の罪（わいせつぶつはんぷとうのつみ）は、日本の刑法175条で規定される犯罪である。

## 条文
元の条文は1907年（明治40年）に制定され、2011年（平成23年）には取締対象に電磁的記録を含める形に改正された。

## 概要
わいせつ物頒布等の罪には、わいせつ物頒布罪、わいせつ物陳列罪、わいせつ物販売目的所持罪が含まれる。頒布とは有償・無償問わず、不特定多数への交付を意味する。「公然と陳列」するとは、不特定多数が認識できる状態にすることを意味する。販売目的所持とは、販売目的で自己の支配下に置くことを意味する。故意犯であり、過失犯処罰の規定はない。また、通説によれば、これらの行為の相手方となる行為（購入や閲覧など）は処罰しない、いわゆる「片面的対向犯」であるとされる。
取締対象となるわいせつ物については、1990年代以降、「性器が露骨に描写されているかどうか」がおおよその摘発基準となっており、これが成人向け作品における局部修正の要因となっている。21世紀現在において小説は取締対象となっていないが、後述するように過去には文芸作品が摘発された事例もある。なお、成人向け作品において局部修正を施すのは日本独自の規制であり、世界的にはほとんどの国で無修正が許容されている。
本条における「わいせつ」とは、「①徒に性欲を興奮又は刺激せしめ、且つ②普通人の正常な性的羞恥心を害し、③善良な性的道義観念に反する」こととされるが、しばしば社会的に大きく問題となることがある。これまでに本条の適用が問題になった例としてサンデー娯楽事件、チャタレー事件、サド・悪徳の栄え事件、黒い雪事件、四畳半襖の下張事件、日活ロマンポルノ事件、愛のコリーダ事件、ビニール本事件、松文館事件、ろくでなし子事件が挙げられる。
「わいせつ物」の定義・要件については、サンデー娯楽事件以降、上記の三要件が踏襲されているが、具体的にどのような物が該当するかは時代ごとの社会通念によって判断されるため、固定された基準があるわけではない（後述）。過去にはチャタレー事件など文芸作品が摘発された事例もあることから、「性器の露骨な描写」がなければ合法と言うこともできない。下級審で「違法性の錯誤」論などに基づく無罪判決例があるにとどまり、最高裁での確定判決でその立場を支持したものはまだ存在しない。一方で、ミケランジェロのダビデ像や江戸時代の春画、ギュスターヴ・クールベの『世界の起源』などを掲載した出版物が一般に流通していることから、性器の表現を含むからといって違法であるとも言えない。

刑法175条は「上位法」である日本国憲法が保障する表現の自由に抵触するのではないかという点が争われた。ことに、チャタレー事件など文芸作品に本条の適用があるかが問題になった事件の裁判は、文芸裁判と呼ばれ、そこでは、わいせつ性と芸術性との関係をいかに解すべきかが問題とされた。なお、本罪は主として、上記のような表現の自由（日本国憲法第21条）との関連で問題にされるが、学問の自由（日本国憲法第23条）、幸福追求権（日本国憲法第13条）など、他の憲法上の人権との関係で問題とされることもある。
わいせつ物については、国家の宗教倫理や国民感情によって、判断基準と規制基準が異なる。たとえばイスラム国家では、日本より厳しくわいせつ物を法規制で取締りしているが、キリスト教を信仰する国家では、わいせつ物の行為を成人の権利として認めている。
なお、宗教的文脈に着目すると、本罪の対象として秘仏が問題になった事件もあるが、日本には多数の性器崇拝の風習があり、これを禁圧するときには、信教の自由（日本国憲法第20条）との関連でも問題となりうる。
刑法175条については、現状にそぐわない不合理な規制であるから廃止すべきといった批判もあり、参議院議員の山田太郎が刑法175条の見直しを提唱しているほか、同じく参議院議員の浜田聡が刑法175条廃止の請願を国会に提出している。

## 判例・通説
わいせつ物頒布罪及び公然わいせつ罪の保護法益は社会的法益である善良な風俗であり、性的感情に対する罪（社会的法益に対する罪）に分類される。
刑法第175条の「わいせつ」について、判例は「徒に性欲を興奮又は刺激せしめ、且つ普通人の正常な性的羞恥心を害し、善良な性的道義観念に反するもの」とする（大判大正7年6月10日新聞1443号22頁、最判昭和26年5月10日刑集5巻6号1026頁）。
わいせつという概念は、法的に定義された概念であるものの、時代と場所を超越した固定的な概念ではない。何がわいせつであるか否かは、その時代、社会、文化に対応した一般人の性に関する規範意識を根底に置きながら、社会通念によって相対化され、これに対して具体的に判断されるものである。したがってある時代や状況における「わいせつ」の判断が普遍的に他のそれにおいて適用されるわけではない。実際、かつては「わいせつ物」として摘発されていた『悪徳の栄え』等の小説作品やヘアヌード写真集などは、21世紀現在においては摘発対象とはなっていない。
判例も「性一般に関する社会通念が時と所とによつて同一でなく、同一の社会においても変遷がある」としつつ、「性に関するかような社会通念の変化が存在しまた現在かような変化が行われつつあるにかかわらず、超ゆべからざる限界としていずれの社会においても認められまた一般的に守られている規範が存在することも否定できない」としている（最判昭和32年3月13日刑集11巻39号97頁）。

### 表現の自由との関係
わいせつ的表現と日本国憲法第21条で保障される表現の自由との関係については学説上も争いがあり、未だに定説がない。
表現の自由が特に重要な人権とされるのは政治問題等に関する自由な言論活動が民主政治の基盤であることを強調する論者は、多くは、営利的表現活動の一部にすぎないわいせつ的表現は憲法21条で保障されるとしても、刑法175条により制約することは許されるとする。
これに対して、表現の自由全体に及ぼす萎縮効果を重視する論者を中心に、刑法175条が過度に広範な規制であるとして日本国憲法の精神の自由に違反するとする見解もある。
判例は、一貫して刑法175条が憲法21条に違反しないとする見解をとっている（最高裁判所大法廷判決昭和32年3月13日刑集11巻3号997ページ〈チャタレー事件〉及び最高裁判所大法廷判決昭和44年10月15日刑集23巻10号1239ページ〈悪徳の栄え事件〉）。

### わいせつ性の判断
わいせつ性の判断について判例は「文書のわいせつ性の判断にあたつては、当該文書の性に関する露骨で詳細な描写叙述の程度とその手法、右描写叙述の文書全体に占める比重、文書に表現された思想等と右描写叙述との関連性、文書の構成や展開、さらには芸術性・思想性等による性的刺激の緩和の程度、これらの観点から該文書を全体としてみたときに、主として、読者の好色的興味にうつたえるものと認められるか否かなどの諸点」を検討することが必要とし、これらの事情を総合し、その時代の社会通念に照らして判断すべきであるとしている（最判昭和55年11月28日刑集34巻6号33頁）。
一方、学界では、相対的わいせつ概念の法理が注目されている。これは、わいせつ物の規制は一応は妥当であるとしつつも、思想性や芸術性の高い文書については、わいせつ性が相対化され、規制の対象から除外されるという理論である。田中二郎判事が初めて提唱した。しかし刑法学者の園田寿は、このような考え方では国家が当該作品の芸術性を判定することになるため、好ましくないとしている。

### わいせつをめぐる最高裁判例の推移
- チャタレー事件、最高裁大法廷判決、1957年（昭和32年）3月13日、刑集11巻3号997頁
  - 「わいせつ文書」に当たるかどうかは、法解釈の問題であり、その判断は裁判官に委ねられている
  - わいせつ三要件
    1. 通常人の羞恥心を害すること
    2. 性欲の興奮、刺激を来すこと
    3. 善良な性的道義観念に反すること
- 悪徳の栄え事件、最高裁大法廷判決、1969年（昭和44年）10月15日、刑集23巻10号1239頁
  - 芸術的・思想的価値のある文書でもわいせつの文書として取り扱うことは免れない
- 四畳半襖の下張事件、最高裁第二小法廷判決、1980年（昭和55年）11月18日、刑集34巻6号432頁
  - わいせつ性の判断に当たっては、文書全体としてみたとき、読者の好色的興味に訴えるものであるかどうか否かなどの諸点を検討することが必要で、これらの事情を総合し、その時代の健全な社会通念に照らして、チャタレー事件で示したわいせつ三要件に該当するといえるかどうか判断すべきである。
  - 本判決で、全体的考察という手法を取り入れるとともに、「その時代の」社会通念に照らして判断することを要求することにより、わいせつ概念の無制限な拡大防止を図ったものとされている。
- 松文館事件、最高裁判所第一小法廷、2007年（平成19年）6月14日、平成17年（あ）1508号
  - チャタレー事件の最高裁判決等を判例として、憲法における表現の自由の侵犯には当たらないと判断、上告棄却を決定。これにより、二審判決の漫画もわいせつ物に当たるという判断を支持し、二審判決が確定した。
- メイプルソープ事件、最高裁判所第三小法廷、2008年（平成20年）2月19日、平成15年（行ツ）157号
  - アメリカ合衆国の写真家、ロバート・メイプルソープの写真集の内容に男性器が写っていた事から、東京税関成田税関支署にて「わいせつ図画」と認定された判断を、取り消す訴えを起こした行政訴訟。

1. 我が国において既に頒布され、販売されているわいせつ表現物を税関検査による輸入規制の対象とすることは、日本国憲法第21条1項に違反しない。
2. 写真芸術家の主要な作品を収録した写真集が関税定率法（平成17年法律第22号による改正前のもの）21条1項4号にいう「風俗を害すべき書籍、図画」等に該当しないとされた事例。

## わいせつの定義をめぐる議論
本条をめぐる主な争点は、規範的構成要件要素（裁判官の評価を必要とする要素）である「わいせつ」の定義である。判例はサンデー娯楽事件から一貫して「わいせつ三要件」を採用している（大審院時代とは最後の要件に違いがある）。すなわち三要件とは、
1. 徒に性欲を刺激・興奮させること
2. 普通人の正常な性的羞恥心を害すること
3. 善良な性的道義観念に反すること

というものである。しかし、このように定義することに対しては、批判も多い。裁判上でも、わいせつの定義が曖昧であり日本国憲法第31条に違反するといった主張がしばしばなされるが、最高裁はそのような主張を一貫して否定している。
インターネットの普及により、日本の法律ではわいせつ物に相当するような海外の性情報が事実上の自由を享受している一方で、性的に過激な図書やDVDなどは各都道府県の有害図書規制や業界の自主規制により成人向けに区分陳列されているのが現状であり、刑法学者の園田寿はこうした情報環境の変化を踏まえ、刑罰によってわいせつ表現を禁圧することには合理性がなく、旧来のわいせつ概念は再検討すべきであるとしている。

## 保護法益をめぐる議論
本条の保護法益については、次のように各説が対立している。
1. 性道徳・性秩序の維持
2. 社会環境としての性風俗の清潔な維持
3. 国民の性感情の保護
4. 商業主義の否定
5. 見たくない者の権利ないし表現からの自由
6. 青少年の保護
7. 女性差別の撤廃
8. 性犯罪の誘発防止
9. 法の統一性（法解釈の変遷）

チャタレー事件など、判例では「わいせつ物は性道徳・性秩序を維持するために処罰される」と考えるのであるが、これに対しては法による道徳・倫理の強制であり、憲法の精神的自由に反するのではないかという批判がある。
そこで、ポルノカラー写真誌事件の団藤重光裁判官の補足意見などは、本条は清潔な環境を保護するためにわいせつ物を処罰するものだという観点に立ちつつ、それだけでは重罰の根拠を説明できないので、性感情・見たくない者の自由・青少年の保護・商業主義の否定などの観点をも含んだものだと捉える。
これに対して刑法学者の平野龍一は、見る意思のある成人がわいせつ物を見ても特に害を受けるとは言えないから、刑法175条の保護法益が性的感情であるとするならば、成人が自らすすんで購入するような場合は処罰すべきではなく、見るつもりのない人や未成年者の目に触れるようにした場合のみ処罰するものと解するのが妥当であると論じている。同じく刑法学者の園田寿も、性器が見えていることを理由に、同意している成人間での頒布まで禁じる現行の規制は正当化できないのではないかとしている。
以上のような伝統的な議論に対して、ラディカル・フェミニズムの観点から、わいせつ物は女性差別や性犯罪を助長するものであるから、そのような弊害を防ぐために処罰するのだ、と捉える論者も出てきている。一方で憲法学者の志田陽子は、わいせつ表現の規制は女性差別の克服にはほとんど効果がなく、むしろ「ろくでなし子事件」で示されたように女性の自発的な性表現を取り締まることになるなど、規制による弊害のほうが大きいと指摘している。

## わいせつ電磁的記録頒布罪
わいせつ電磁的記録頒布罪における「頒布」とは「不特定又は多数の人に対して物を交付・讓渡することをいう」とされ、原則として「1対1は頒布にあたらない」と解されている。ただし、「たまたま1名の顧客に交付・譲渡等したに過ぎない場合であっても、それが不特定又は多数の人に対して交付・譲渡等する意思でされたものであれば、頒布に該当する」とした判例があるため（東京高裁昭和47年7月14日判決、東京高裁昭和62年3月16日判決）、一人に対する送信であっても頒布の「疑い」で逮捕される可能性がある。
なお、わいせつ電磁的記録頒布罪に該当しない1対1の送信でも、わいせつ記録の被写体が18歳未満であれば児童ポルノ提供罪（児童ポルノ・児童買春法7条2項）や提供目的製造罪（同条3項）に該当し、3年以下の懲役または300万円以下の罰金が科される。また、ストーカー規制法では「性的羞恥心を害する文書、図画、電磁的記録に係る記録媒体その他の物を送付」する行為（同法2条1項8号）を「つきまとい等」としており、「特定の者に対する恋愛感情その他の好意の感情又はそれが満たされなかったことに対する怨恨の感情を充足する目的で」反復して行うと、ストーカー行為として1年以下の懲役または100万円以下の罰金が科される。
海外に事業場やサーバーを置いて日本の刑法上、わいせつ頒布送信となる事業をするケースもあり、取締が行われている。
海外経由の電磁的わいせつ頒布と陳列の主な事例
- FC2のケースでは、わいせつ電磁的記録媒体陳列罪，公然わいせつが問われた[23]。
- 児童ポルノを含む猥褻記録販売サイト運営3人が、わいせつ電磁的記録頒布罪で逮捕された。21～58歳の出品者32人、25～49歳の購入者9人が検挙された。新たに発覚した出品者2人は児童ポルノを投稿していたことから、児童買春・児童ポルノ禁止法違反（不特定多数への提供）容疑で逮捕された[24]。

### 国内
- 2023年11月、秋田県大仙市立大曲中学校で女性教諭(39)が2021年12月ごろから2022年10月ごろにかけ、インターネット上に卑猥な動画を複数回投稿し､不特定多数が閲覧できるようにした容疑で秋田県警に逮捕されている。同教諭に対しては行政処分としては秋田県教育委員会は「学校の信頼を失墜させた」などとして同年11月25日付けで停職１年の懲戒処分としている[25][26]。